# Sidi Allal El Bahraoui
Sidi Allal El Bahraoui (en àrab سيدي علال البحراوي, Sīdī ʿAllāl al-Baḥrāwī; en amazic ⵙⵉⴷⵉ ⵄⵍⵍⴰⵍ ⴰⴱⵃⵔⴰⵡⵉ) és una comuna rural de la província de Khémisset, a la regió de Rabat-Salé-Kenitra, al Marroc. Segons el cens de 2014 tenia una població total de 15.866 persones.